# Sekvenční obvod
Sekvenční logický obvod je typ logického obvodu, jehož výstup nezávisí pouze na okamžité hodnotě vstupních signálů, ale také na posloupnosti (historii) minulých vstupů. Tím se liší od kombinačních obvodů, jejichž výstup závisí pouze na okamžitých kombinacích vstupních proměnných. To znamená, že sekvenční obvody jsou schopny uchovávat stav (obsahují paměť), zatímco kombinační obvody ne.
Sekvenční obvod se skládá ze dvou částí – kombinační a paměťové. Abychom mohli určit hodnotu výstupní proměnné, je potřeba u sekvenčních obvodů sledovat kromě vstupních proměnných ještě i jeho vnitřní proměnné – vnitřní stav. Jsou to proměnné, které jsou uchovány v paměťových členech.
Existence vnitřních proměnných způsobuje, že stejné hodnoty vstupních proměnných přivedené na vstup obvodu, nevyvolávají vždy stejnou odezvu na výstupu obvodu.

## Kombinační část
Existují dva přístupy k návrhu sekvenčních obvodů:
- Mealyho typ – hodnota výstupní proměnné je závislá jak na hodnotách vstupních proměnných, tak na vnitřních proměnných.

{\displaystyle Y=f(X,Z)\,}
- Moorův typ – hodnota výstupní proměnné je přímým obrazem stavu vnitřních proměnných.

{\displaystyle Y=f(Z)\,}
Sekvenční obvody dělíme na synchronní a asynchronní:
- U asynchronních sekvenčních obvodů se změna vstupní proměnné promítne ihned do stavu sekvenčního obvodu.
- U synchronních sekvenčních obvodů je zaveden řídicí synchronizační signál (hodinový signál, hodiny). Změna vstupní proměnné se promítne do stavu sekvenčního obvodu až při příchodu hodinového signálu.

Podle reakce na hodinový signál ještě synchronní sekvenční obvody dělíme na úrovňové a hranové:
- Úrovňové – sekvenční obvod sleduje hodnoty vstupních proměnných a tím i jejich změny po celou dobu trvání hodinového signálu a průběžně na ně reaguje
- Hranové – sekvenční obvod reaguje na hodnoty vstupních proměnných jen při příchodu hrany hodinového signálu (náběžná nebo sestupná hrana).

## Paměťová část
Paměťová část sekvenčního obvodu je tvořena kombinačním obvodem, ve kterém byla zavedena zpětná vazba. Tomuto zapojení říkáme bistabilní klopný obvod. Jeho úkolem je převzít informaci přivedenou na vstup obvodu a uchovat tuto hodnotu, i když vstupní informace již zmizí.